# 浜本斗駅
浜本斗駅（はまほんとえき）は、樺太本斗郡本斗町に存在した鉄道省樺太西線の駅（貨物駅）である。

## 歴史
- 1930年（昭和5年） - 樺太庁鉄道本斗海岸支線本斗駅 - 当駅間（貨物線。1.3km）開通により開業。
- 1943年（昭和18年）4月1日 - 南樺太の内地化により、鉄道省に移管。
- 1945年（昭和20年）8月 - ソ連軍が南樺太へ侵攻、占領し、駅も含め全線がソ連軍に接収される。
- 1946年（昭和21年）
  - 2月1日 - 日本の国有鉄道の駅としては、書類上廃止。
  - 4月1日 - ソ連国鉄に編入。

## 運行状況
- 貨物駅のため旅客列車の運行は行なわれていなかった。

## 隣の駅
鉄道省樺太鉄道局
樺太西線（貨物支線）
本斗駅 - 浜本斗駅